# Wojciech Cybulski
Wojciech Prawdzic Cybulski, född 10 april 1808 i Konin, död 23 februari 1867 i Breslau, var en polsk litteraturhistoriker. 
Cybulskis viktigaste arbete är Geschichte der polnischen Dichtkunst in der ersten Hälfte des laufenden Jahrhunderts, som trycktes i Posen 1870 efter hans handskrivna föreläsningar vid Berlins universitet, där han 1840 blivit privatdocent i slaviska litteraturen. År 1860 blev han professor i slavistik i Breslau. Bland hans övriga skrifter märks Slawische Ortsnamen der Insel Potsdam und der allernächsten Umgegend (Berlin 1859) och Obecny stan nauki o runach słowiańskich (Den slaviska runlärans nuvarande ståndpunkt, Posen 1860).